# Cauca (rijeka)
Cauca je rijeka u Kolumbiji, lijeva pritoka rijeke Magdalene. Pripada slijevu Karipskog mora.

## Vanjske poveznice
- (španj) Corporación Regional del Cauca  Arhivirana inačica izvorne stranice od 1. studenoga 2020. (Wayback Machine)
- (španj) Corporación Autonoma Regional del Valle del Cauca
- Río Cauca na GEOnet Names Server

### Drugi projekti
|  | Zajednički poslužitelj ima još gradiva o temi Cauca (rijeka) |